# Jämijärvi
Jämijärvi è un comune finlandese di 1683 abitanti, situato nella regione del Satakunta.